# Campylocentrum hirtzii
Campylocentrum hirtzii är en orkidéart som beskrevs av Dodson. Campylocentrum hirtzii ingår i släktet Campylocentrum och familjen orkidéer.
Artens utbredningsområde är Ecuador. Inga underarter finns listade i Catalogue of Life.